# 杰夫·劳斯
杰夫·劳斯（英語：Jeff Rouse，1970年2月6日—），美国男子游泳运动员。他曾代表美国参加1992年和1996年夏季奥林匹克运动会游泳比赛，获得三枚金牌和一枚银牌。